# Kenji Kikawada
Kenji Kikawada (født 28. oktober 1974) er en tidligere japansk fodboldspiller.
Han har spillet for flere forskellige klubber i sin karriere, herunder Consadole Sapporo og Kawasaki Frontale.